# Esserts-Blay
Esserts-Blay ist eine französische Gemeinde mit 758 Einwohnern (Stand 1. Januar 2022) im Département Savoie in der Region Auvergne-Rhône-Alpes. Sie gehört zum Kanton Albertville-1 im Arrondissement Albertville.

## Geographie

### Lage
Esserts-Blay liegt auf 480 m in der historischen Provinz Tarentaise, etwa 40 Kilometer östlich der Präfektur Chambéry, 69 Kilometer südsüdöstlich der Stadt Genf und 73 Kilometer nordöstlich der Stadt Grenoble (Luftlinie). Nachbargemeinden von Esserts-Blay sind Albertville und Tours-en-Savoie im Norden, La Bâthie im Osten, Saint-Paul-sur-Isère im Süden sowie Notre-Dame-des-Millières (Berührungspunkt), Monthion und Grignon im Westen.

### Topographie
Die Fläche des 15,51 km² großen Gemeindegebiets umfasst einen Uferabschnitt im Tal der Isère und ragt vom Fluss aus keilförmig hinein in die Nordausläufer des Massif de la Lauzière, den nördlichsten Teil des Vanoise-Massiv. Es reicht bis fast auf den 2111 m hohen Gipfel La Grande Lanche und hat dort mit 2080 m seine höchste Erhebung. Im Bereich der Gemeinde bildet das Isère-Tal ein Trogtal, auf dessen hier etwa 80 m über dem Talboden gelegenen Hangschulter sich während der letzten Eiszeit fruchtbare Böden abgelagert hatten und sich das eigentliche Dorf befindet. Die gesamte Talflanke wird von kleinen, über ihre gesamte Breite verteilten Wasserrinnen zur Isère hin entwässert und ist fast vollständig bewaldet. Dadurch erreicht die Waldfläche einen Anteil von 85,7 % an der Gemeindefläche. Almwiesen oberhalb der Baumgrenze machen 4 % aus und Felder und Wiesen auf dem Talboden und im Bereich der Siedlungen zusammen 6,3 %.

### Gemeindegliederung
Zu Esserts-Blay gehören neben dem eigentlichen Ortskern auch mehrere Weilersiedlungen und Gehöfte, darunter:
- Saint-Thomas, La Verne und Le Ferlay (350 m) auf dem Talboden am Ufer der Isère und am Nordrand der Gemeinde,
- Le Fay (558 m) oberhalb von Saint-Thomas,
- Chariondet (501 m) oberhalb von Le Ferlay,
- La Fuettaz (650 m) auf dem Hang direkt gegenüber von La Bâthie,
- La Poyat (577 m) auf dem Hang direkt gegenüber von La Bâthie,
- La Duit (1180 m) bei einer Gruppe von Lichtungen und kleinen Seen mitten im Hang oberhalb des Ortskerns,
- La Bruyère und Les Cours (450 m), Ortsteile direkt beim Ortskern.

## Geschichte
Die Gemeinde Esserts-Blay entstand 1794 aus dem Zusammenschluss der beiden Dörfer Saint Thomas des Esserts und Blay und hieß zuerst Saint Thomas des Esserts et Blay oder Esserts et Blay bevor sich ab etwa 1830 die Schreibweise mit Bindestrich etablierte.
Die Pfarrei Saint Thomas des Esserts löste sich von derjenigen in Saint-Paul-sur-Isère los in dem Zeitraum vor 1344 und nach 1170, als die vorher bereits bestehenden Pfarreien in der Tarentaise erstmals urkundlich erfasst worden waren. Sie wurde im 14. Jahrhundert erwähnt als Ecclesia de Exteriis alias Essertis und geht auf das Wort essarter (urbar machen) zurück. Die erste urkundliche Erwähnung von Blay trat im Jahr 1257 auf. Der später als Castellania Blesii (1535) erscheinende Ortsname entspricht dem Eigennamen Blasius oder Blaise.

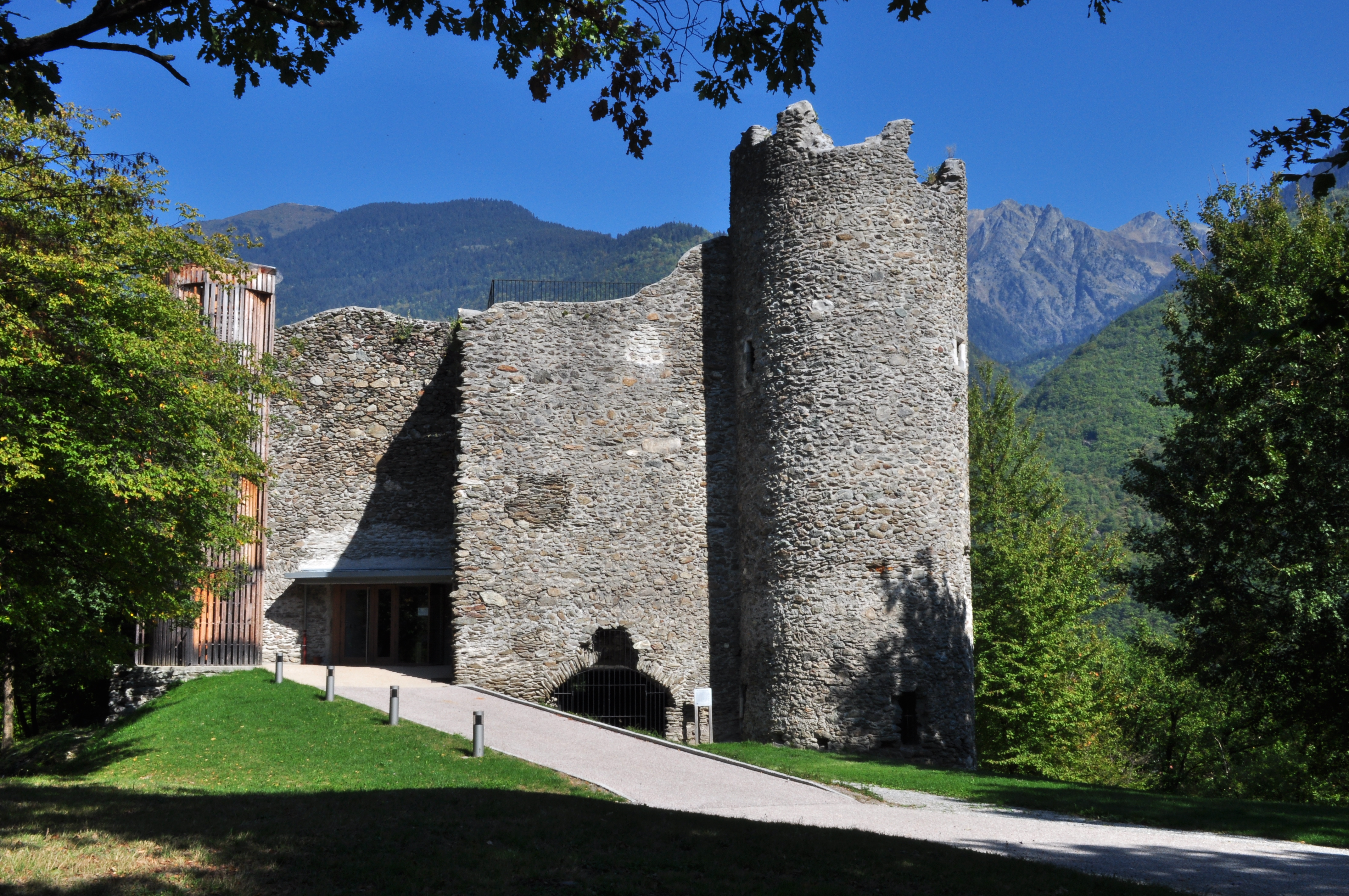
Das Château de Blay vor dem Beaufortain-Massiv

Das Gemeindegebiet gehörte im Mittelalter den in Saint-Paul residierenden Herren von Avallon, deren Ländereien die Dörfer Saint Paul, Blay und Saint-Thomas umfassten und die unter der Oberhoheit der Grafen von Savoyen standen. Sie errichteten zwischen 1390 und 1418 die Burg von Blay, die 1609 durch einen Brand zerstört wurde und deren Außenmauern noch heute erhalten sind. Die Pfarreien waren so eingeteilt, dass Saint-Thomas eigenständig war während Blay bis 1803 zur Pfarrei Saint-Paul gehörte. Zum Ende dieser Zeitspanne waren die Einwohner von Blay um ein Vielfaches zahlreicher und durch die Almwirtschaft finanziell stärker, so dass sie 1803 eine eigenständige Pfarrei erhielten und wenige Jahre später ihre Kapelle zur Pfarrkirche erweiterten.

## Sehenswürdigkeiten

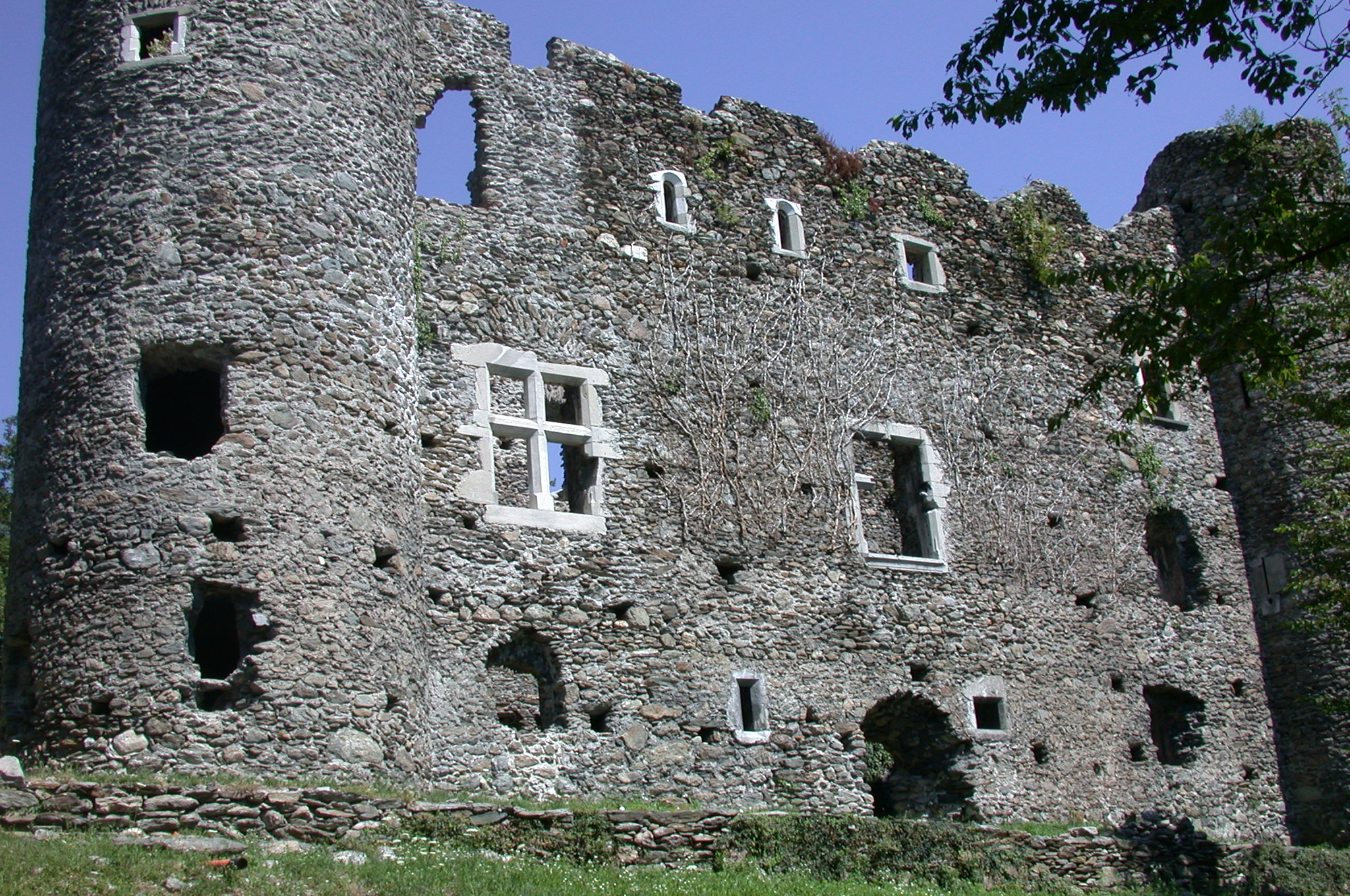
Das Château de Blay 2003 vor seiner Restaurierung

Das zwischen 1390 und 1418 errichtete Château de Blay war seit seinem Abbrand 1609 dem Verfall überlassen, bis es 2008 durch die Gemeinde so instand gesetzt und umgebaut wurde, dass es heute als kommunaler Festsaal dient. Die Dorfkirche von Blay steht an der Stelle einer ehemaligen Kapelle, von der eine Seitenwand in den von 1826 bis 1834 ausgeführten Neubau integriert wurde.

## Bevölkerung
| Jahr                       | 1962 | 1968 | 1975 | 1982 | 1990 | 1999 | 2006 | 2011 | 2018 |
| Einwohner                  | 663  | 590  | 622  | 578  | 615  | 654  | 707  | 752  | 792  |
| Quellen: Cassini und INSEE |      |      |      |      |      |      |      |      |      |

Mit 758 Einwohnern (Stand 1. Januar 2022) gehört Esserts-Blay zu den kleinen Gemeinden des Départements Savoie. Nachdem die Einwohnerzahl seit dem Anschluss Savoyens an Frankreich rückläufig war (1861 wurden noch 887 Einwohner gezählt), wurde seit Mitte der 1990er Jahre wieder eine leichte Bevölkerungszunahme verzeichnet. Die Ortsbewohner von Esserts-Blay heißen auf Französisch Blaychérains et les  Blaychéraines.

## Wirtschaft und Infrastruktur
Esserts-Blay war bis weit ins 20. Jahrhundert hinein ein vorwiegend durch die Landwirtschaft geprägtes Dorf. Daneben gibt es heute verschiedene Betriebe des lokalen Kleingewerbes. Mittlerweile hat sich das Dorf vor allem zu einer Wohngemeinde entwickelt. Viele Erwerbstätige sind Wegpendler, die in den größeren Ortschaften der Umgebung, vor allem im Raum Albertville, ihrer Arbeit nachgehen.
Die Ortschaft liegt etwas abseits der am gegenüberliegenden Isère-Ufer entlanggeführten N90, der Hauptdurchgangsstraße durch die Tarentaise. Nebenstraßen verbinden Saint-Thomas und Umgebung mit Tours-en-Savoie sowie Esserts-Blay mit La Bâthie und Saint-Paul-sur-Isère. Die N90 geht talabwärts bei Albertville in die Autobahn A430 über und stellt die Verbindung mit dem regionalen Autobahnnetz her. Die Bahnstrecke Saint-Pierre-d’Albigny–Bourg-Saint-Maurice verläuft ebenfalls durch das Isère-Tal und hat einen größeren Bahnhof in Albertville. Als Flughäfen in der Region kommen Chambéry-Savoie (Entfernung 69 km) und Genf (101 km) in Frage.